# Why? (John Porter)
Why? – Antologia – zbiór 12 płyt Johna Portera i Porter Bandu wydanych od 1979 roku. Album miał swoją premierę 18 czerwca 2007 roku. Zbiór zawiera unikatowy, nigdy niewydany krążek Psychodelikatesy, na którym zawarty jest utwór "For you" wykonany w duecie z Anitą Lipnicką.

## Lista utworów
źródło:

### CD-1Helicopters
1. "Ain't Got My Music"
2. "Northen Winds"
3. "Helicopters"
4. "Garage"
5. "Refill"
6. "Life"
7. "I'm Just a Singer"
8. "Crazy, Crazy, Crazy"
9. "Newyorkcity" (bonus)
10. "Freeze Everybody" (bonus)
11. "Brave Gun" (bonus)
12. "Fixin'" (bonus)
13. "Aggression" (bonus)

### CD-2Mobilization
1. "Professional"
2. "Heavy Traffic"
3. "Mobilization"
4. "Caravana"
5. "Oh! These Depressions"
6. "Pogotowie 999"
7. "Climate"
8. "(I'm Not) Perfect"
9. "Tell You No Lie"
10. "Burning"

### CD-3China Disco
1. "So What"
2. "Dogs"
3. "Selling Water by the River"
4. "Blue"
5. "Certain People"
6. "Cigarettes"
7. "Sun"
8. "China Disco"

### CD-4Magic Moments
1. "Caravana Lover"
2. "Too Much Trouble"
3. "Magic Moments"
4. "Not Standing, Not Dancing"
5. "Still in Warsaw"
6. "Faces and Waves"
7. "Stoned Livin'"
8. "I'm Just a Singer"

### CD-5One Love
1. "Everlasting Madness"
2. "Slaughterhouse"
3. "One Love"
4. "Born"
5. "Hit the Mystery"
6. "Winter Dream"
7. "Romeo"
8. "River and a Bridge"
9. "Come Home"

### CD-6Wings Inside
1. "Running"
2. "Never Ever"
3. "Kiss Me"
4. "Sabaha"
5. "Something Born/Die"
6. "Dirty Young Girl"
7. "Nothing's Forever"
8. "Wings Inside"
9. "Cut"
10. "Tough Enough"
11. "Cry Imagination"

### CD-7Incarnation
1. "One Million Songs of Sadness"
2. "In a War"
3. "One Out of Two"
4. "Too Dumb"
5. "World Apart (Desire and Death)"
6. "Junkyard Girl"
7. "Surgeon"
8. "The Music"
9. "Off the Wall"
10. "Key"
11. "Rubbish Song"
12. "Brave Gun"

### CD-8Right Time
1. "Waterfall"
2. "Naked"
3. "Running Out of Time"
4. "Right Time"
5. "Love and Suffering"
6. "Fading Away"
7. "Valley (of the Sublime)"
8. "Crowded Room"

### CD-9Alexandria
1. "Suicide Bridge"
2. "Alexandria"
3. "Run, Run"
4. "Paradise"
5. "Inside Your Dreams"
6. "Lover"
7. "Electric Feeling"
8. "Slave"
9. "Long-Haired Girls in Their Tight, Short Skirts"
10. "Better Than Living"

### CD-10Porter Band'99
1. "Leather Skirt"
2. "Seasons"
3. "Nothing Better?"
4. "Seven Ate Nine"
5. "Love Stains"
6. "Am I Dreaming?"
7. "Kiss Your Pain"
8. "Long Way"
9. "Help Me, Help Me"
10. "Fire Escape"
11. "The Love"
12. "Friction"
13. "Red Sun Road"

### CD-11Electric
1. "Suicide Bridge"
2. "Leather Skirt"
3. "One Day (o wampirach energii)"
4. "Northen Winds"
5. "Climate"
6. "Pogotowie 999"
7. "Crazy, Crazy, Crazy"
8. "Ain't Got My Music"
9. "Heavy Traffic"
10. "Fixin'"
11. "Help Me, Help Me"
12. "Kiss Your Pain"
13. "Refill"
14. "I'm Just a Singer"
15. "How I Want You" (bonus)

### CD-12Psychodelikatesy
1. Cataract
2. Drive Me
3. For You (with Anita Lipnicka)
4. Who's Fooling You?
5. Memphis (The Journey to)
6. Hamburger Man
7. She's a Shaker
8. Hate, Love, War?
9. Missing a Friend
10. A Story (Your Fire)
11. A Sexual Situation
12. Let Your Passion?